# Aphria georgiana
Aphria georgiana là một loài ruồi trong họ Tachinidae.